# Porina napensis
Porina napensis är en lavart som beskrevs av Lücking. Porina napensis ingår i släktet Porina och familjen Porinaceae.   Inga underarter finns listade i Catalogue of Life.